# Celestino Alves (pintor)

Paisagem, 1958, óleo sobre tela, 46,3 x 38,7 cm

Sem título, 1972, óleo sobre platex, 45,5 x 38 cm

Celestino de Sousa Alves (Setúbal, 1913 — 1974) foi um pintor português. Pertence à segunda geração de pintores modernistas portugueses.

## Biografia
Formou-se em pintura na Escola de Belas-Artes de Lisboa.
Foi professor do Ensino Técnico Profissional  em Setúbal, Faro, Caldas da Rainha e Lisboa.
Foi, durante quatro anos, professor da disciplina de Desenho na Sociedade Nacional de Belas Artes. De 1960 a 1962 fez parte do 1º Conselho Técnico da mesma Sociedade. 
O seu nome faz parte da toponímia de Almada, Lisboa e Setúbal.

## Características da sua arte
Com o seu sóbrio paisagismo inicial, de um modernismo sem alardes que se lembra de um Cézanne mas também de um Boudin, e que recusa permanentemente qualquer compromisso oitocentista, Celestino Alves dá prioridade à afirmação dos valores plásticos da pintura.
De paleta sóbria, as suas obras privilegiam os tons quentes com relevo para tonalidades em amarelo e castanho. As suas paisagens são descritas em amplas manchas cromáticas, como se o pintor elaborasse um voo rasante sobre a tela traduzindo força e paixão pela natureza que o fascina. 
O seu traço é amplo, livre e linear. A pintura de Celestino Alves reproduz um instintivo sentimento de liberdade de pensar e de criar. As paisagens livres da ação do Homem comovem-no. Esta entrega instintiva à pureza da terra confere um valor superior a essa paixão viva pela liberdade criativa.
Na década de 1960 distancia-se das formas de representação das paisagens iniciais e opta pela abstração, explorando a matéria pictórica, valorizando, embora timidamente, o plano da tela, apresentando cores, baças e pouco contrastantes, em grandes massas homogéneas, e simplificando os relevos. Os seus quadros são cuidadosamente executados, com uma conscienciosa economia de processos.

## Exposições
Expôs individualmente em Lisboa (Galeria UP, 1936; Secretariado Nacional de Informação, 1945, etc.), Setúbal, Faro.
Entre as exposições coletivas em que participou podem destacar-se: Exposições de Arte Moderna do S.P.N./S.N.I. (doze vezes participante); I Bienal de São Paulo, São Paulo (1951); Exposição Hispano-Portuguesa de Sevilha (1952); I e II Exposições de Artes Plásticas da Fundação Calouste Gulbenkian (1957, 1961).
Exposição retrospetiva da sua obra em Leiria (Galeria do Welcome Center de Leiria - Turismo Centro de Portugal, 2020)

## Coleções em que se encontra representado
Está representado em coleções públicas e privadas, nomeadamente nas seguintes: Galp, Museu do Chiado, Lisboa;  Centro de Arte Moderna José de Azeredo Perdigão, Fundação Calouste Gulbenkian (Lisboa); Museu José Malhoa (Caldas da Rainha); Museu do Abade de Baçal (Bragança).

## Prémios e outras homenagens
- Prémio Silva Porto, da Sociedade Nacional de Belas Artes, em 1944.[3]
- Prémio Amadeo  de Souza-Cardoso, do Secretariado Nacional de Informação, em 1947.[3]
- Agraciado com o grau de Oficial da Ordem da Instrução Pública, em 31 de agosto de 1957.[6]